# 張凱馨
張凱馨（ちょう がいせい、チャン・ガイシン）は台湾の囲碁棋士。台北市出身、台湾棋院所属、五段。鈺徳杯台湾女子名人戦優勝2回、正官庄杯世界女子囲碁最強戦ベスト8など。

## 経歴
1992年に全国アマチュア十傑戦で10位。同年相鉄杯世界女流アマチュア囲碁選手権戦3位、94年4位。1995年国際アマチュア・ペア碁選手権大会で林至涵とのペアで準優勝。1999、2000年に全国女子囲棋公開戦に連続優勝。2000年全国最強女子囲棋招待戦でも9戦全勝で優勝。
2003年台湾棋院初段。同年正官庄杯世界女子囲碁最強戦に出場し、ベスト8進出するが朴鋕恩に敗退。同年二段。同年関西棋院・台湾棋院交流対局で田村千明に1勝2敗、以後2009年まで出場。2004年国際新鋭交流戦に出場し、洪性志に勝って1勝2敗。2004、05年新人王戦ベスト8。2005年CMC杯電視快棋戦で敗者戦4回戦進出。2006年三段。2008年第1回ワールドマインドスポーツゲームズ男女ペア戦に、林至涵とのペアで出場しベスト8。2011年女子名人戦リーグ7勝3敗の同率で2位、四段。2012年女子名人戦リーグ8勝0敗で優勝。2014年女子名人戦優勝、スポーツアコードワールドマインドゲームズ男女ペア戦で銅メダル獲得、五段。2015年女子最強戦準優勝。

### タイトル歴
- 鈺徳杯台湾女子名人戦 2012、14年

### 他の棋歴
- 正官庄杯世界女子囲碁最強戦 ベスト8 2000年
- 黄龍士双登杯世界女子囲棋勝抜戦 2011年 0-3（×朴鋕恩、×李赫、×謝依旻）
- ワールドマインドスポーツゲームズ 2008年男女ペア戦ベスト8（林至涵とペア）
- スポーツアコードワールドマインドゲームズ 2014年男女ペア戦銅メダル（林立祥とペア）
- 関西棋院・台湾棋院交流対局
  - 2003年 1-2 田村千明
  - 2004年 1-4（○小西和子、×村川大介、×古谷裕、×田村千明、×関山利道）
  - 2005年 0-2（×金昞俊、×孫英世）
  - 2007年 0-2（×村川大介、×金昞俊）
  - 2008年 0-3（×金昞俊、×星川愛生、×石井茜）
  - 2009年 0-1（×高嶋武）
  - 2017年 1-0（◯出口万里子）
- 国際新鋭対抗戦
  - 2004年 1-2
  - 2007年 0-3
- 天台山葛玄緑茶杯世界女子囲碁団体戦/天台山農商銀行杯世界女子囲棋団体選手権戦
  - 2014年4位 0-3（×奥田あや、×芮廼偉、×呉政娥）
  - 2015年4位 0-3（×金恵敏、×謝依旻、×宋容慧）
  - 2016年3位 1-2（×呉政娥、○万波奈穂、×宋容慧）
  - 2017年4位 0-3（×呉侑珍、×魯佳、×謝依旻）
- 竜星戦特別対局 2004年 ×中島美絵子
- 女子囲棋最強戦 2015年準優勝